# Zeugites (Atenes)
Els zeugites (grec antic: ζευγῖται, zeugîtai) eren membres del tercer cens creat amb les reformes constitucionals que Soló va introduir a Atenes. S'ignora si se'ls anomenava així perquè podien mantenir una jova de bous zeugotrophoûntes - Antonio Tovar tradueix el terme per "pagesos d'un parell" (Aristòtil, Constitució d'Atenes, 7, 3) -o per la manera tancada que tenien de lluitar, com si estiguessin "units per un jou" (zygón) en la falange. Havien de pagar les seves armadures per si mateixos i poder mantenir un escuder en sortir de campanya.
Segons Aristòtil, en l'època de les reformes de Soló els qui tenien una renda de 200 medimns entre àrids i líquids podien considerar-se Zeugites, i van rebre el dret de mantenir una sèrie de càrrecs polítics menors. Tenien dret a vot en l'Assemblea i en el tribunal dels Heliastes. El seu estatus social va anar incrementant-se al llarg dels anys, i el 458 aC/457 aC van rebre el dret a ocupar l'arcont. A la fi del segle V aC els oligarques moderats van defensar la creació d'una oligarquia en la qual estiguessin involucrats tots els homes amb rang d'hoplita o superior. És més, aquest règim es va arribar a implantar breument després del cop d'estat atenès de 411 aC.
Després del segle IV aC el nom de "zeugites" és reemplaçat pel de hópla parechómenoi.